# 261 v.Chr.
Het jaar 261 v.Chr. is een jaartal volgens de christelijke jaartelling.

## Gebeurtenissen

### India
- Keizer Asoka verovert de deelstaat Orissa, alleen het uiterste zuiden van India is onafhankelijk van het Mauryaanse Rijk.

### Perzië
- Antiochus II Theos (261 - 246 v.Chr.) volgt zijn vader Antiochus I op als koning van het Seleucidenrijk.
- Antiochus II sluit een verbond met Antigonus II Gonatas van Macedonië en bouwt een vloot om Ptolemaeus II Philadelphus uit de Egeïsche Zee te verdrijven.

### Italië
- Slag bij Agrigentum: De Romeinen verslaan het Carthaagse leger, Agrigento wordt verwoest en de bewoners als slaven afgevoerd naar Rome.

## Overleden
- Antiochus I Soter (~324 v.Chr. - ~261 v.Chr.), koning van het Seleucidenrijk (Syrië) (63)